# 제2차 취리히 전투
제2차 취리히 전투(1799년 9월 25일~26일)는 취리히 근방에서 알렉산드르 코르사코프가 지휘하는 오스트리아군과 러시아군을 상대로 앙드레 마세나가 이끄는 프랑스 공화국 군이 스위스에서 거둔 주요 승리였다. 그것은 3개월 전 제1차 취리히 전투의 결과로 야기된 교착 상태를 깨고, 제2차 동맹군에서 러시아를 철수시켰다. 대부분의 전투는 리마트강 양안에서 취리히 성문까지, 그리고 도시 내에서 벌어졌다.

## 배경
제1차 취리히 전투 이후 마세나는 아레강 하류 후방의 방어선으로 통합되었다. 당시 스위스에 있는 그의 전체 군대는 약 77,000명의 전투원으로 구성되었으며 다음과 같이 배치되었다.
- 1사단(타로), 상부 발레주와 심플론 고개에 위치.
- 2사단(르쿠르브), 고트하르트 고개와 로이스강 계곡에 위치
- 3사단(술트) 글라루스 근처의 우익, 린트강의 좌안 중앙, 질강의 아들리스빌 근처 왼쪽.
- 4사단(모르티에), 위틀리베르크
- 5사단(로르제), 알트슈테텐과 바덴 사이 리마트강의 좌안
- 6사단(메나르), 바덴에서 라인강과 아레강의 합류점까지
- 7사단(클라인), 프릭탈에서 예비군을 구성했다.
- 8사단(샤브랑), 바젤[1]

전반적인 전략 계획에 따라 카를 대공 휘하의 오스트리아군은 90일 간의 행군 끝에 샤프하우젠에 새로 도착한 코르사코프의 러시아군 25,000명으로 증원될 예정이었다.
한편 마세나는 알프스의 오스트리아군 진지에 대해 오른쪽 측면에서 공세를 준비하고 있었다. 8월 15일과 16일에 클로드 르쿠르브 장군은 12,000명의 병사를 거느리고 고트하르트 고개, 푸르카 고개, 오버알프 고개에서 고트프리트 폰 슈트라우흐와 요제프 안톤 폰 심셴 군대를 몰아내고 일련의 폭력적인 공격을 감행했다. 8월 14일 술트 휘하의 프랑스군이 취리히 아래 질강을 가로질러 시위를 벌였다.
16/17 일 밤, 코르사코프의 군대가 지원하는 카를 대공은 보트와 교주 다리를 사용하여 그로스-되팅엔에서 아레강에 대한 기습 공격을 시작했지만, 그의 엔지니어는 강의 흐름의 강도와 깊이를 잘못 판단하여 폰툰 다리는 확보할 수 없었고, 결국 심각한 전투 후에 공격이 취소되었다. 카를 대공과 코르사코프는 더 이상의 합동 작전을 계획하지 않았지만, 투구트 남작이 지휘하는 오스트리아 호프크리 그라트의 전략 계획에 따라 카를은 그의 주요 사령부를 북쪽으로 독일 남부로 옮기라는 명령을 받았다. 마지못해 이 지시에 따라 그는 프리드리히 폰 호체 휘하의 29,000명과 오스트리아군에서 스위스와 함께 코르사코프의 지휘를 남겼다. 이 두 사령부의 계획은 이탈리아에서 북쪽으로 알프스산맥을 관통하는 러시아군 수보로프 종대가 도착하기를 기다리고 마세나를 3점 포위망에 가두는 것이었다.

## 프랑스군
전투에 참가한 프랑스군은 다음과 같다.
- 제국친위대 엽기병연대의 23연대 (Ardennes의 군단)
- 제9후사르연대(la Liberté)
- 제2전열보병 반여단
- 제37전열보병 반여단
- 제46전열보병 반여단(Deuxieme Formation)
- 제57보병연대
- 제102전열보병 분단 여단
- 제10전열보병 반여단

## 초기 상황
8월 22일 코르사코프와 호체는 22,000명의 병력으로 구성된 러시아군이 리마트강(아레강) 하류에 줄을 서고, 20,000명의 병력으로 호체가 린트에서 글라루스까지 취리히 호수 아래 오버제 지역을 점령하기로 합의했다.
8월 28일 카를 대공의 군대 대부분이 스위스를 떠났다. 코르사코프 자신은 다음 날 취리히에 도착했고, 빠르게 그의 군대의 능력에 대한 헛된 과신을 표시하고 프랑스와 그의 동맹 오스트리아를 무시했다.
| “ | 코르사코프의 오만함과 오만함이 극에 달하여 취리히 전투 직전 카를 대공과의 회의에서 그 위대한 장군이 특별히 지켜야 할 위치를 지적하고 있을 때, 지도를 가리키며 “여기에 대대를 배치해야 한다.”라고 말했다. - “중대를 의미한다.”라고 코르사코프가 말했다. “아니요.” 대공이 “대대”라고 대답했다. - “나는 당신을 이해한다”라고 다른 사람이 재합류했다. “오스트리아 대대 또는 러시아 중대” | ” |
|   | — 아치볼드 앨리슨 경 |   |

8월 말 연합군은 다음과 같이 서 있었다.
취리히와 리마트강 하류 주변에 33,000명의 병사가 있는 코르사코프는 다음과 같이 배치된다.
- 고르차코프 중장 사단 (위틀리베르크와 리마트 사이의 실펠트 진영에 있는 코르사코프의 주력부대):

볼리스호펜에서 투키코프 소장 (6,314명)과 에센 소장 (2,237명)의 여단. 포수 포함 총 10,330명.
- 두라소프 중장 사단 :

디에티콘 맞은편 바이닝엔 앞 진영의 마르코프 소장 여단 (척탄병 2,000명과 코사크 300대) 뷔렌로스의 진영과 베팅엔 마을 앞의 푸쉬친 소령 여단 : 보병 2,500명, 코사크 1,000대(8100개) 중대). 바덴에서 라인강까지 리마트의 오른쪽 제방을 따라 (1,000명). 사수 총 7,052명.
- 구도바치 소장 휘하의 기병과 코사크(3,000명)는 취리히에서 바덴으로 가는 길을 따라 라인 강에 배치되었다.
- 사켄 중장 예비 사단, 5,700명의 병사들은 처음에는 레겐스도르프에 있는 진영에서, 그 다음에는 호체에 연결되는 취리히 호수의 북쪽 제방을 따라 이동했다.

나우엔도르프, 5,400명의 오스트리아인이 있는, 발츠후트와 바젤 사이의 라인강 우안에 있었다.
호체, 우츠나흐에서 쿠어 및 디젠티스에 이르기까지 3,000명의 스위스인을 포함하여 25,000명의 오스트리아인.
수보로프, 28,000명의 러시아군과 함께 이탈리아에서 알프스를 통과.
전투 직전 코르사코프는 수보로프의 접근을 예상하여 호체를 보강하기 위해 오스텐-자켄의 5,000명 예비 사단을 라퍼스빌로 분리시켰고, 결과적으로 취리히 앞의 리마트를 따라 방어선을 약화시키고, 통신선을 노출시켰다.
샤를 대공이 떠나면서 프랑스는 일시적인 수적 우위를 점하게 되었고, 마세나는 이를 악용하고 오스트리아와 러시아인의 재분배를 결정했다. 그의 목표는 수보로프가 개입하기 전에 코르사코프와 호체를 제압하는 것이었다. 8월 30일 그는 아레를 건너 취리히 앞에서 적을 밀어내려고 시도했다. 이 강 건널목은 성공적이지 못했고 이제 마세나는 취리히의 코르사코프에 대한 후속 공격과 함께 디에티콘 근처에서 건널목을 계획했다.
9월 19일, 마세나는 사단장들에게 자신의 계획을 밝혔다. 로르제의 사단과 메나르의 일부는 디에티콘에서 리마트를 건너 취리히의 코르사코프를 공격했다. 메나르의 나머지 지휘부는 보겔상(Vogelsang)에서 시위를 하여 적을 점령할 것이다. 동시에 모르티에 사단은 볼리스호펜을 공격하여 취리히 앞의 코르사코프의 주력부대의 주의를 사로잡는 것이었다. 클라인은 알트슈테텐 도로를 덮고 술트 사단은 빌텐에서 린트를 건너 호체가 러시아인을 지원하는 것을 방지했다. 운송에 사용할 수 있는 모든 보트는 브루크에서 조립되었고, 폰툰 다리는 로텐슈빌에서 건설되었다. 건너는 지점으로 적을 오도하다. 6월부터 프랑스 보트는 여러 해역에서 모여 육지와 바다를 통해 운송되었다. 9월까지 서로 다른 유형의 보트 37척이 디에티콘 근처에 비밀리에 집결되었다. 9월 23/24일 밤의 은폐 아래 포병 장교 드동은 로텐슈빌에서 철주교를 해체하고 호송대를 통해 산을 가로질러 디에티콘으로 수송했다.
9월 24일, 수보로프의 군대가 마침내 고타드 고개를 정복했다는 소식이 전해졌다. 러시아군의 이러한 지연된 성공으로 인해 코르사코프, 호체 및 수보로프의 합동 공격은 불가능했지만 마세나는 그의 공격을 9월 26일에서 25일까지 앞당길 수 있었다.

## 리마트강 도하
9월 24일 저녁, 디티콘에 집중된 마세나의 군대는 8,000명 이상의 로제의 보병 사단과 26문의 대포에 이르렀으며 모두 강 근처에 조용히 배치되었다. 뷔렌로스와 비프킹엔 사이의 리마트 반대편에서 그들은 외트빌 뷔렌로스에서 마르코프 자신의 휘하 1,100명, 수도원 드라이브의 부상 사이에 마시노프 코사크 연대의 290명과 2개의 대포를 포함하여 마르코프 소령 휘하의 러시아인 2,600명과 마주했다. 그리고 소나무 숲, 소나무 숲 서쪽 가장자리에 있는 척탄병 대대 220명과 용기병 4개 중대, 비프킹엔에서 드미트리 드미트리에비치 세펠레프 대령 휘하의 550명과 함께.
9월 25일 04시 45분에 보트가 리마트강을 가로질러 빠르게 진수되면서 경보가 울렸고 가잔의 전진 경비 여단 대대가 공격의 시작을 알렸다. 신속한 효율성으로 37척의 보트에 있는 약 600명의 남자가 리마트를 건너 반대편 강둑에 교두보를 형성했다. 보트를 건너 건너편 강둑에 있는 약한 러시아 전초 기지에 경보가 울렸지만 몇 차례의 머스킷 소총과 포병에도 불구하고 보트 한 척이 가라앉거나 사람이 익사하지 않았다. 이 시점에서 리마트는 남쪽으로 넓은 호를 그리며 뒤로 물러나며 마세나의 포병이 상륙 지점과 교두보 너머 더 깊은 곳에서 굽은 강 양쪽에서 발사할 수 있다. 25발의 총탄이 수도원의 여러 건물에 명중. 더 많은 프랑스군이 건널수록 좌안에서의 사격은 자국민에게 타격을 줄까 두려워 중단되었고 모든 노력은 강을 건너는 데 집중되었다.
05:00에 드동은 폰툰 다리의 건설을 지시했다. 프랑스 교두보가 Kloster-Fahr 고지와 소나무 숲에서 러시아 포병에 노출되었다. 7개의 대포와 마르코프의 예비군으로 방어된 이 고원은 즉시 공격을 받았고, 06:00까지 치열한 전투 끝에 러시아군은 후퇴했고, 마르코프는 부상을 입고 포로가 되었다. 첫 번째 공격이 있은 지 겨우 한 시간 만에 프랑스군은 800명의 병사를 넘어 소나무 숲과 러시아군 진영을 장악했다. 그들 뒤에는 폰툰 다리가 빠르게 조립되어 07:30에 완성되었다. 09:00까지 로르제의 전사단은 8,000명의 병사와 총 26문의 대포로 리마트의 오른쪽에 있었다.
마세나는 두라소프 휘하의 러시아 우익이 취리히에서 좌익에 합류하는 것을 막는 것을 목표로 삼았고, 이제 재빨리 그의 여단과 함께 본탕을 보내 글라트 산맥의 비탈을 확보하고 레겐스베르크와 취리히 사이의 통신을 차단했다. Bontemps의 왼쪽은 뷔렌로스 도로에서 퀘타르 여단의 2개 대대에 의해 보호되었다. 다른 모든 군대, 가잔 휘하의 사전 경비대를 포함하여 약 15,000명의 병사들은 참모장인 니콜라스 우디노를 따라 훙그 방향으로 갔다.

## 모르티에의 공격
한편, 05:00에 모르티에 사단은 코르사코프의 주요 사령부에 대한 은밀한 공격을 시작했다. 브루네 휘하의 그의 좌익은 비디콘의 작은 고원으로 진격하여 우세한 군대에 의해 곧 진압되었다. 드루에 휘하의 그의 오른쪽은 볼리스호펜에서 러시아인을 몰아냈지만, 곧 고르차코프의 6개 대대에 의해 반격을 받았고 윌리엄의 포함 전대의 지원받아 위틀리로 후퇴했다.
그러나 고르차코프는 단순히 적의 공격을 격퇴하는 데 만족하지 않고 위틀리베르크까지 프랑스군을 추격하여 일부 포대를 점령하는 데 성공했다. 그러나 이 이득은 우안에서의 프랑스의 성공과 알트슈테텐에서 질펠트 비행기로의 클라인의 진격과 함께 러시아 군단의 오른쪽을 잠식하여 코르사코프가 13:00에 철수해야 했기 때문에 그날의 재앙에 기여했다.
| “ | 러시아인들은 익숙한 용감함으로 싸웠지만 지휘가 제대로 이루어지지 않았고, 정상에서 수바로프를 보기를 기대하며 그의 이름을 부르는 알비스의 비탈을 돌격하는 그들을 보는 것은 한심하다. | ” |
|   | — 램지 웨스턴 핍스 |   |

그들이 후퇴하면서 바짝 추격당하면서 고르차코프의 부하들은 상당한 손실을 입었다.

## 메나르의 속임수
리마트강을 도하하는 러시아군은 전선에서 너무 약했고, 볼리스호펜의 모르티에 사단과 포겔상에서 메나르 사단의 공세를 받아 디에티콘에서 멀어졌기 때문에 성공적이었다. 메나르는 그의 공격과 브루크에 대한 시위로 러시아인을 완전히 제압하는 데 성공했다. 새벽부터 그는 바덴 부근과 아레와 리마트가 합류 하는 지점에서 두라소프의 군대에 맞서 모든 총을 동원하여 포격을 퍼부었고, 남은 여단을 적의 시야에 완전히 퍼뜨렸고 나머지 여단을 가동시켰다. 강에 보트이다. 두라소프는 이것에 완전히 속았고 그의 군대는 거의 하루종일 프레옌빌과 뷔렌링겐 사이에 주둔했다. 그가 자신의 실수를 깨닫고 외틀리콘의 고지에서 군대에 합류하기 위해 행진했을 때 그는 본템프의 여단에 의해 막힌 통로를 발견하고 밤늦게 도착한 취리히로 상당한 우회를 해야 했다.
보겔상에서 메나르는 포격을 받고있는 동안 아레강에서 육로로 수송된 보트에 리마트 위에 작은 분견대를 던지는 데 성공했고, 이것은 그가 다음 날 아침 그의 지휘의 일부를 건너는 비행 다리를 재건하는 것을 가능하게 했다.

## 취리히 근교의 전투
취리히에서 코르사코프는 전선을 한 번도 검사하지 않았으며 자신의 수하물이나 병원을 안전한 거리로 옮기지 않았을 정도로 자신의 위치가 안전하다고 느꼈다. 대신 모든 것이 도시에 뒤죽박죽으로 남아있었다. 대포에 흥분한 그는 소규모 병력을 이끌고 훙그(Höngg)로 갔고, 마르코프의 패배를 알게 되었다. 그럼에도 불구하고 그는 리마트의 횡단은 단지 시범일 뿐이며 주요 위협은 볼리스호펜에 대한 모르티에의 공격에서 비롯된 것이라고 확신했다.
10:00까지 프랑스군은 중포병의 지원을 받아 리마트강 양안으로 진격하고 있었다. 우디노는 코르사코프가 남긴 약한 분견대에서 훙크와 비프킹엔 고지를 탈취하고 예비대의 일부와 합류하여 15:00 직전에 여러 러시아 대대가 보유한 취리히베르크를 공격하기 시작했다. 가잔은 빈터투어로 가는 길을 끊어내기 위해 슈바멘딩겐으로 진군했다. 이때쯤 코르사코프는 마침내 자신의 위험한 상황을 인지하고, 우안에서 취리히를 거쳐 진격하는 우디노와 맞서기 위해 군대를 철수시켰지만, 부상자와 짐으로 가득 찬 마을의 좁은 거리를 통과해야만 할 수 있었다. 프랑스군의 곡사포 포탄의 포격은 혼란을 더욱 가중시켰고, 러시아인을 더욱 방해했다. 그들이 취리히를 개간했을 때는 너무 늦었고, 프랑스군은 도시 쪽의 산을 얻었고 평원에서는 베켄호프 시골집을 차지했다. 러시아군은 용감하게 공격했지만, 헬베티아 군단의 지원을 받는 로르헤의 군대에는 아무런 인상도 주지 못했다. 그 사이에 호체가 취리히로 보낸 4개의 러시아 대대가 도착했다. 코르사코프는 그들의 선두에 서고 바흐만의 스위스 군단의 도움으로 프랑스군을 비프킹엔의 기슭까지 몰아붙였다. 그러나 가찬은 슈바멘딩엔에서 버텼다. 취리히베르크에 대한 러시아의 반격은 믿을 수 없을 정도로 용감했지만, 숫자가 부적절했으며, “군대는 고지를 확보하는 대신 성문 앞에서 계속 싸웠다. 그런 작전이 허용되지 않았던 덩굴과 산울타리 사이에 있는 적군에게 착검을 하고 돌격했다.”
밤이 깊어지자 코르사코프는 프랑스군에게 평원을 양보한 채 취리히에 머물렀다. 마세나는 마을을 불러냈지만, 대답이 없었다.

## 호체에 대한 술트의 공격
이 모든 일이 취리히 주변에서 진행되는 동안 취리히 호수 동쪽 끝에서 호체의 오스트리아 군단은 린트 하류와 발렌제 주변의 수로와 습지에서 장드듀 술트의 프랑스 사단과 마주쳤다. 며칠 전에 술트는 일반 보병의 제복을 입고 오스트리아군의 위치를 관찰하기 위해 전초 기지 임무를 수행했다. 린트강 전투는 25일 오전 2시 30분에 시작되었다. 속옷을 벗고 머리 위로 권총과 탄약을 묶고 이빨에 칼을 꽂은 소규모 병사들이 셰니스 근처의 수로를 가로질러 헤엄쳤다. 그들은 밧줄로 뗏목을 끌어올릴 수 있었고, 하루 종일 지속되는 어둠과 짙은 안개 속에서 경보가 울리기 전에 대대 전체가 배를 타고 건넜다. 그린나우성과 슈메리콘에서도 유사한 횡단이 이루어졌다. 4시에 호체는 포격 소리에 잠에서 깨어나 쉐니스에서 용감하게 싸우는 그의 군대를 찾기 위해 탔다. 그는 참모장과 함께 베젠을 향해 정찰을 하러 갔지만, 안개 속에서 숲 속에 숨어 있던 프랑스군과 마주쳤다. 2명의 오스트리아군이 달아나려고 몸을 돌렸을 때, 그들은 총을 쏘았고 두 사람은 총에 맞아 사망했다. 호체의 사망 소식은 빠르게 퍼졌고, 현재 프란츠 페트라슈의 불운한 지휘 하에 있는 당황한 오스트리아군은 라퍼스빌에서 작은 보트 선단을 버려두고 리히텐슈타이그로 후퇴했다.
술트의 오른쪽 측면에서 더 동쪽에 있는 가브리엘 장 조셉 몰리터 여단은 린트 상류에서 프라뇨 옐라치과 프리드리히 폰 린켄 휘하의 오스트리아 극좌 측면 종대에 의해 공격을 받았다. 두 오스트리아인은 호체와 코르사코프의 군대의 운명을 알지 못했고 서로 연락하지 못했다. 프랑스 84전열 보병 반여단은 9월 25일 내내 린트의 후방에서 버티다가 다음 날 반격을 가했다. 호체의 패배에 고무된 몰리터의 부하들은 옐라치의 오스트리아군을 발렌슈타트로 다시 몰아넣었다. 25일 린켄의 종대는 제른프탈에 나타나 프랑스 76전열 보병 2개 대대를 기습하고 포로로 삼았다. 로 구성된 링켄의 군대 요제프 안톤 폰 짐브쉔의 여단은 곧 84 전열 대대의 반대를 받았다. 9월 27일까지 몰리터는 술트의 2개 대대의 지원을 받은 후 린켄을 공격했지만, 전투는 결정적이지 못했다. 더 많은 교전 끝에 9월 29일에 린켄은 이중 첩보원으로부터 오해의 소지가 있는 쪽지를 받았고 수보로프나 호체로부터 다른 소식을 듣지 못한 후 라인 계곡으로 후퇴하라는 명령을 내렸다.

## 9월 26일 작전
밤 동안 코르사코프는 두라소프의 군대와 린트에서 호체가 반환한 군단에 합류했다. 이제 16개 대대를 소집한 코르사코프는 수보로프와 합류할 때까지 취리히에서 자신의 위치를 유지하기로 결정했다. 그날 아침 그는 호체의 사망 소식을 받았다.
러시아군과 마주한 우디노는 취리히베르크를 공격하기 위해 오른쪽 은행에 모든 군대를 소집했다. 본템프의 여단은 왼쪽에 있는 빈터투어 도로를 차단하는 것이었다. 로르제는 클라인과 모르티에의 공격에 연결하기 위해 리마트를 따라 행군해야 했으며, 클라인과 모르티에는 차례로 마세나를 선두로 질펠트에 의해 진군할 것이었다. 러시아인의 퇴각을 차단함으로써 그들은 호수로 쫓겨날 것이었다.
새벽에 러시아군은 로게 사단에 대해 두 개의 전선으로 강력한 공격을 개시하여 본템의 여단을 몰아내고 빈터투어 도로를 탈환하여 그들을 호수로 몰아넣으려는 계획을 무산시켰다. 클라인과 모르티에가 클라인 취리히를 폭격하고 있었고 우디노의 명령이 훙그 문을 부수고 있었기 때문에 이것은 코르사코프에게 매우 행운이었다. 끔찍한 혼란이 마을의 경계를 지배했고 코르사코프는 협상을 제안했지만 아무도 관심을 기울이지 않았다. 대신에 러시아군은 전체 후퇴를 시작했고, 도시에 약한 후위만 남겨두었다. 그는 철수를 막으려는 노력을 하지 않았지만, 마세나는 드동의 경포병을 연속 진지로 전진시켜 후퇴하는 종대의 왼쪽 측면에 사격을 가했고, 이는 그들의 대열에 완전한 혼란을 퍼뜨렸다. 마세나는 로제에게 명령했다. 본템과 가잔은 필사적으로 자신들을 방어한 러시아인들의 중심을 돌격한다. 자켄 장군과 리코추킨 장군은 중상을 입었고, 군대는 어떤 종류의 응집력도 없이 고립된 상태에서 싸웠다.
동시에 우디노는 여전히 러시아 후위대가 방어하고 있는 리마트 문을 돌파했고, 클라인은 예비군과 함께 클라인 취리히를 습격했다.
추격은 없었고 러시아군은 더 이상의 간섭없이 후퇴할 수 있었지만, 코르사코프는 라인강과 그 너머까지 줄지 않은 속도로 계속 후퇴하기로 결정했다. 위컴은 러시아 사령부의 대부분이 프랑스군의 방해 없이 에글리자우에 도달할 수 있었다고 주장한다. 그럼에도 불구하고 코르사코프가 뷜라흐와 에글리자우를 통해 10,000명의 잔당과 함께 라인에 도착할 때까지 그는 5,200명의 포로(대부분 부상자), 100문의 대포, 그의 군용 상자 및 기록을 포함하여 8,000명의 병사를 잃었다.

## 평가
코르사코프의 패배는 프랑스의 신중한 계획과 러시아 측의 빈약한 지도력의 결합으로 이루어졌다. 전선에 도착했을 때 코르사코프는 개인적인 정찰을 하지 않았지만 취리히에서 편안한 생활을 하고 다른 모든 병사들보다 자신의 군대가 우월하다는 잘못된 믿음에 전적으로 의존했다. 마세나는 그를 "병사보다 더 많은 신하"로 묘사했다. 마찬가지로, 러시아인들이 오스만 제국과의 전쟁에서 발전시킨 매우 경직된 선형 전투 스타일은 보다 유동적인 프랑스인에 대한 이 지형에서 러시아인들에 대항했다. 공격적인 총검이 전방으로 진격하여 승리를 거머쥐는 데 익숙해져 있었기 때문에, 그들이 측면에서 공격당할 것이라는 생각은 전혀 하지 못했다. 코르사코프와 페트라슈는 또한 프랑스군이 거의 추격하지 않고 수보로프가 남쪽에서 그들과 합류하기 위해 고군분투하고 있다는 사실을 충분히 알고 있음에도 불구하고 라인강에서 급속한 철수에 대해 강한 비판을 받았다.
공화당의 승리는 의심할 여지 없이 마세나의 가장 위대한 승리였지만, 그 역시 자신의 성공을 충분히 활용하지 못했다는 비판을 받아왔다. 로크캉쿠르, 조미니 및 샤를 대공은 25일 저녁에 러시아군이 우디노에 집중하고 있다는 것이 분명해졌을 때 마세나가 좌익을 지원하기 위해 클라인의 예비군과 메나르 사단의 잔해를 모두 옮기지 않은 이유에 대해 질문한다. 러시아인을 둘러싸고 있다. 그럼에도 불구하고 이 작전은 프랑스군에게 여전히 훌륭한 무기로 남아있다.

## 여파
마세나는 수보로프가 성 고타드로 진군하는 것을 알고 신속하게 그의 군대를 남쪽으로 이동시켰다. 르쿠르브의 사단은 이미 고트하르트 고개에서 러시아군을 지연시키고 나중에는 악마의 다리에서 로이스강을 가로지르는 장엄한 교차점에서 영웅적인 역할을 수행했다. 수보로프가 마침내 로이스를 강제로 몰아냈을 때 그는 알트도르프에서 길을 막고 있던 술트 사단의 부대와 마주쳤다. 프랑스 전선을 돌파하지 못하고 코르사코프의 처참한 패배를 인지한 러시아 장군은 높고 험난한 프라겔 고개를 통해 동쪽으로 방향을 틀었다. 그는 10월 4일 그를 기다리고 있는 다른 프랑스군을 보고 경악했다. 허리까지 오는 눈 속에서 그의 군대는 린트를 따라 프랑스군을 돌파하려고 6번 시도했지만, 매번 공격을 물리쳤다. 수보로프는 그의 수하물과 포병을 버리고 5,000명의 병사를 잃은 위험한 파닉서 고개(오늘날까지 험난한 고개)를 가로질러 탈출하는 것 외에 다른 대안이 없었다. 10월 15일, 마지막 연합군은 스위스 영토를 떠났고, 이에 따라 헬베티아 공화국의 통제로 돌아갔다.
프랑스가 승리한 후 러시아는 제2차 연합에서 탈퇴했다. 프랑스군은 연방의 영토를 확장하고 오스트리아를 공격하기에 유리한 조건을 만들었다. 약탈 혐의로 마세나는 엄청난 양의 식량, 가축, 사료, 군인과 돈을 징발했다. 배고픔과 불행이 전쟁의 영향을 받은 지역을 휩쓸었다. 제2차 연합 전쟁은 헬베티아 공화국을 크게 약화시켰고, 결과적으로 대중적 지지의 상실은 궁극적으로 1803년 중재법으로 이어졌다. 취리히베르크에서 짧은 숲길을 따라 올라가면 마세나와 프랑스인 기념비가 있다. 숲의 기념비에는 취리히의 두 전투가 간략하게 설명되어 있다. 취리히 남쪽의 랑나우 암 알비스에는 알비스 고개 방어를 기리는 기념비가 하나 더 있다. 파리의 개선문에는 디에티콘과 무타탈이라는 마을 이름이 새겨져 있다. 쇨레넨 협곡(악마의 다리 근처)에는 수보로프 휘하의 러시아인의 알프스 횡단 기념비가 있다.